# Tomba di Cicerone
La Tomba di Cicerone è un mausoleo monumentale di età imperiale che si trova a Formia, in provincia di Latina nel Lazio.

## Descrizione
Il mausoleo di epoca augustea, è tradizionalmente attribuito a Cicerone, che qui vicino aveva la villa, dove fu raggiunto dai sicari di Marco Antonio, anche se tale attribuzione è ancora dubbia.
La tomba, che poggia su di una base quadrata che misura 18 metri per lato, è alta 24 metri ed è costruita con anelli di pietra, che dovevano essere ricoperti da lastre di marmo. All'interno della base si trova una cella, che era il sepolcro vero e proprio.. La tradizione vuole che il feretro dell'oratore fosse deposto nella tomba dopo che gli furono mozzate le mani e la lingua, i simboli della eloquenza del filosofo.
Sulla collina sovrastante, a 100 metri di distanza in linea d'aria, si trova la Tomba di Tulliola, l'amata figlia di Cicerone.